# Darius Medul

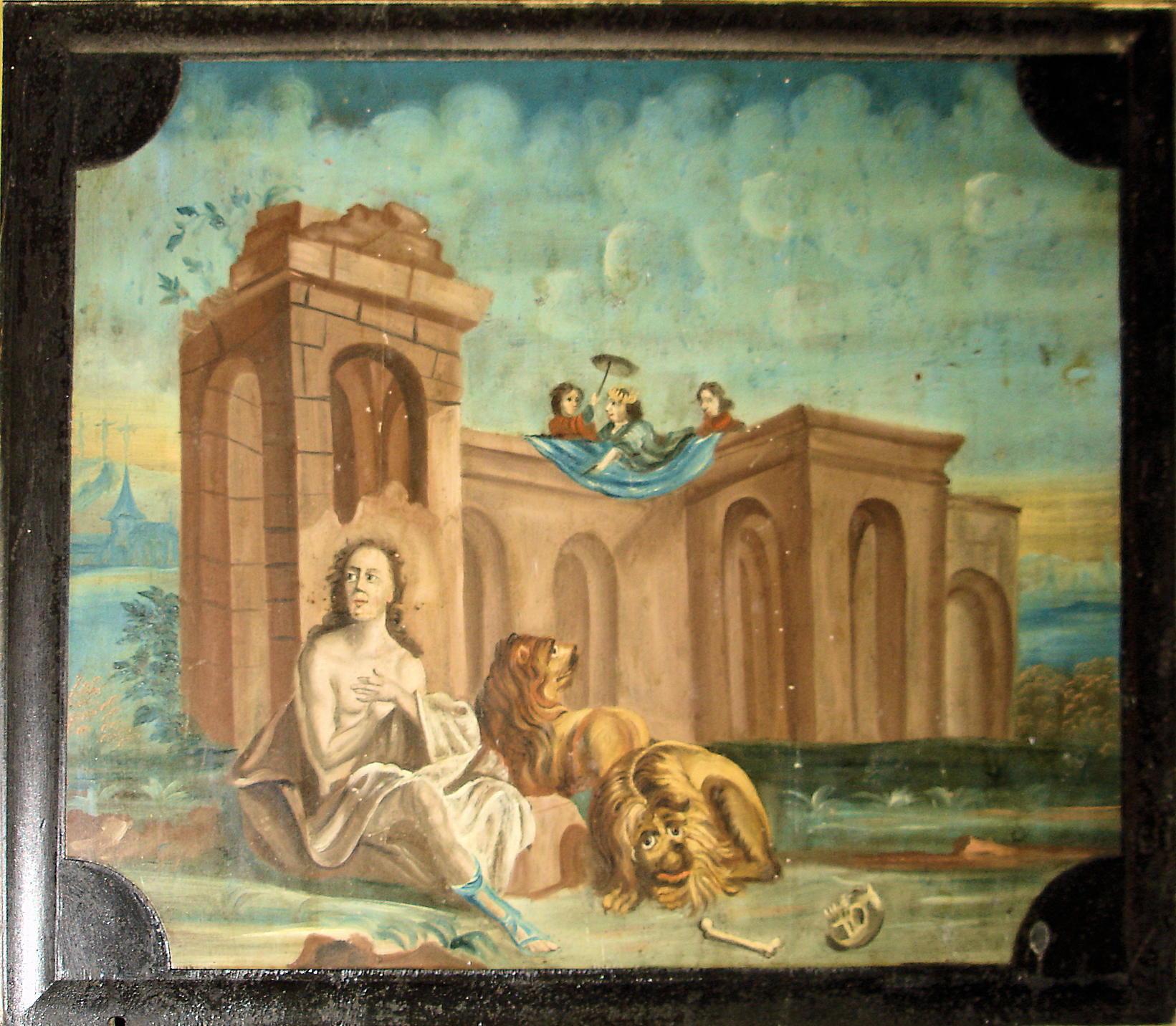
Detaliu din biserica din Lambrechtshagen, Germany, 1759: Daniel în groapa cu lei, deasupra fiind Darius Medul.

Darius Medul este menționat în Cartea lui Daniel drept rege al Babilonului între domniile lui Belșațar și lui Cirus al II-lea cel Mare, dar un astfel de Darius nu este cunoscut în istorie și niciun alt rege nu poate fi plasat între persoanele istorice ale lui Belșațar și Cirus. Cei mai mulți cercetători îl consideră un personaj literar fictiv, dar unii cercetători care caută să armonizeze Cartea lui Daniel cu istoria au enunțat câteva ipoteze, cea mai frecventă fiind că Darius ar fi fost identic fie cu Cirus, fie cu Ugbaru, generalul care a intrat primul în Babilon atunci când orașul a căzut perșilor în 539 î.Hr.

## Darius Medul din Cartea lui Daniel
Darius Medul este menționat pentru prima oară în povestea ospățului lui Belșațar (Daniel 5). Belșațar, regele Babilonului, a ținut un mare ospăț în timpul căruia o mână a apărut și a scris pe zid „MENE, MENE, TEKEL, PARSIN”. Daniel a interpretat aceste cuvinte drept: Belșațar a fost cântărit și găsit prea ușor, iar regatul său va fi divizat între mezi și perși. Povestea conchide „Însă chiar în noaptea aceea Belșațar, împăratul caldeenilor, a fost ucis, iar Darius Medul, care era în vârstă de șaizeci și doi de ani, a primit împărăția.”
În povestea cu Daniel în groapa cu lei (Daniel 6), Daniel a continuat să servească la curtea regală sub Darius, fiind ridicat într-un post înalt. Rivalii săi geloși uneltesc la căderea sa, păcălindu-l pe Darius să dea decret că rugăciunile nu pot fi adresate niciunui zeu sau om, decât lui Darius însuși, prevăzând pedeapsa capitală. Daniel continuă să se roage Dumnezeului lui Israel, iar Darius, deși profund întristat, trebuie să-l condamne la a fi aruncat în groapa cu lei deoarece decretele mezilor și perșilor nu pot fi schimbate. La ivirea zorilor, regele se grăbește către acel loc iar Daniel îi spune că Dumnezeu i-a trimis un înger să-l salveze. Darius ordonă că cei care au conspirat contra lui Daniel să fie aruncat leilor în locul acestuia, împreună cu nevestele și copiii lor.
Apariția finală a lui Darius este în Daniel cap. 9, care prezintă o viziune a lui Daniel referitoare la suferințele de la sfârșitul vremurilor și triumful israeliților asupra dușmanilor lor. Menționarea lui Darius este folosită drept demarcare cronologică, plasând viziunea în  „primul an al lui Darius, fiul lui Ahașveroș”.

## Fundal literar și istoric

Invazia persană a Babiloniei, septembrie–octombrie 539 î.Hr, expunând Gutium, Opis și Babilon.

### Mezii și căderea Babilonului
Mezii au căpătat importanță în 612 î.Hr., când s-au unit cu babilonienii în doborârea Asiriei. Nu se cunosc prea multe despre ei, dar erau probabil o putere însemnată în Orientul Mijlociu în deceniile care au urmat acestui eveniment. Căderea imperiului lor a fost consemnată într-o inscripție babiloniană din circa 553 î.Hr. (o a doua sursă plasează evenimentul în 550 î.Hr.) raportând că regele med a fost cucerit de „Cirus, regele Anșanului,”  în Sud-Vestul Iranului, aceasta fiind prima apariție a lui Cirus în izvoarele istorice și începutul ascensiunii rapide a perșilor.
După extinderea imperiului său de la Marea Mediterană în Asia Centrală, Cirus și-a îndreptat atenția asupra Babiloniei. Cele mai importante izvoare antice referitoare la cucerirea Babilonului de către el sunt Cronica lui Nabonid (Nabonid a fost ultimul rege babilonian iar Belșațar, care a fost descris drept regele Babilonului în Cartea lui Daniel, era fiul său și prinț moștenitor), Cilindrul lui Cir și Relatarea în versuri a lui Nabonid—care, în ciuda numelui ei, a fost comandată de către Cirus.
Campania lui Cirus contra Babiloniei din a început în 539 î.Hr., deși s-ar putea să fi fost ciocniri anterioare. Pe 10 octombrie Cirus a câștigat o bătălie la Opis, deschizând calea către Babilon, iar pe 12 octombrie „Ugbaru, guvernatorul districtului Gutium și armata lui Cirus au intrat în Babilon fără luptă” (Cronica babiloniană). Ugbaru este posibil aceeași persoană cu Gorbyras cel menționat de istoricul grec Xenofon, fiind un guvernator al unei provincii babiloniene care a trecut de partea perșilor. Cirus a intrat în oraș câteva zile mai târziu; Nabonid a fost capturat iar viața sa a fost cruțată, dar nu se cunoaște nimic despre soarta lui Belșațar.

### Cartea lui Daniel
Cartea lui Daniel nu este considerată de cercetători drept o relatare de încredere a istoriei. Consensul larg este că Daniel nu a existat niciodată și că autorul se pare că a preluat numele unui erou legendar dintr-un trecut îndepărtat, menționat în Cartea lui Ezechiel. Cartea lui Daniel este o apocalipsă, nu o carte profetică, iar conținutul ei formează o aluzie criptică la regele eleno-sirian Antioh al IV-lea Epifanes (a domnit între 175–164 î.Hr) și asupra persecutării evreilor de către acesta. Există un consens larg că poveștile care alcătuiesc capitolele 1–6 au caracter de legendă, iar viziunile din capitolele 7–12 au fost adăugate în timpul persecuțiilor de către Antioh, cartea în sine fiind terminată curând după 164 î.Hr.
Daniel cap. 5 și Daniel cap. 6 țin de poveștile folclorice care alcătuiesc prima jumătate a cărții. Limbajul din Daniel cap. 5 („ospățul lui Belșațar”), de exemplu, urmează convențiile antice din Orientul Mijlociu, care sunt în unele cazuri precis cele folosite în Daniel. Daniel cap. 6 („Daniel în groapa cu lei”) este bazată pe o poveste folclorică babiloniană clasică numită „Ludlul-bel-nemeqi”, care se referă la un curtean care cade în dizgrație datorită unor dușmani răi, dar este reabilitat datorită intervenției unui zeu binevoitor (în povestea cu Daniel, acesta este Dumnezeul lui Israel): în originalul babilonian „groapa cu lei” este o metaforă pentru adversarii omenești de la curte, dar povestea biblică a transformat metaforele leilor în animale reale.
În Daniel cap. 9 Daniel, reflectând asupra înțelesului profeției lui Ieremia că Ierusalimul va rămâne pustiu timp de șaptezeci de ani, iar un înger îi spune că cei 70 ani înseamnă de fapt șaptezeci de săptămâni (literal „șeptari”) de ani. Versetul 1 indică momentul viziunii lui Daniel ca fiind „în primul an de domnie al lui Darius, fiul lui Ahașveroș, din neamul mezilor”, dar niciun Darius nu este cunoscut în istorie, nici alt rege al Babilonului nu poate fi plasat între persoanele istorice reale ale lui Belșațar și Cirus.

## Identitatea lui Darius Medul

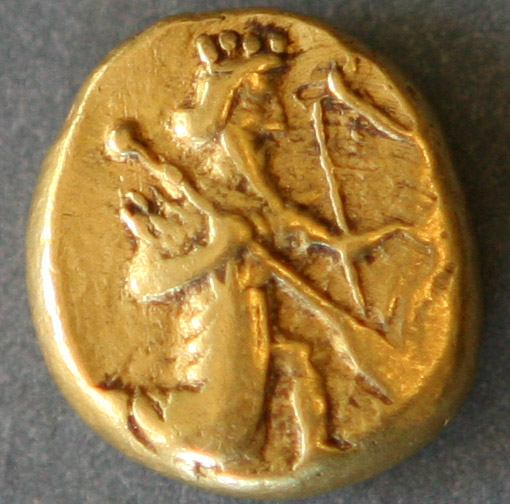
Daric persan de aur (având o puritate de 95.83%) emis de Darius cel Mare, circa 490 î.Hr).

Darius Medul este în general considerat drept o ficțiune literară care combină persoanele istorice ale regelui persan Darius I și cuvintele din Ieremia 51:11 că „Domnul a stârnit duhul regilor Mediei” contra Babilonului. Numeroase încercări au fost făcute pentru a-l identifica pe el cu persoane istorice, dar studiul lui H. H. Rowley din 1935 asupra problemei (Darius the Mede and the Four World Empires of Darius the Mede, 1935) a demonstrat că acesta nu poate fi identificat cu niciun rege.
- Darius cel Mare (Darius I Hystaspes), c. 550–486 î.Hr. Acest Darius cunoscut de istorie a fost al treilea împărat persan, o figură importantă pentru evreii de la începutul perioadei persane datorită rolului lui în reclădirea Templului de la Ierusalim.[20] La începutul carierei sale Darius a trebuit să (re)cucerească Babilonul pentru a înlătura un uzurpator, înainte de a extinde imperiul și a-l împărți pe satrapii.[21][22] Autorul Cărții lui Daniel, atent la anumite profeții că mezii vor distruge Babilonul (Ieremia 51:11,28 și Isaia 13:17) a avut nevoie de un rege med pentru a-și completa schema celor patru împărății (vezi povestea visului lui Nabucodonosor din Daniel cap. 2), pare să-l fi preluat pe Darius cel istoric, proiectându-l asupra unui trecut ficțional.[22]
- Astyages. Astyages a fost ultimul rege al mezilor; el a fost înfrânt de către Cirus în 550 (sau 553), pe tatăl său îl chema Cyaxares (nu Ahașveroș/Xerxes) și nu există vreun izvor că ar fi fost prezent la căderea Babilonului. Prin urmare, apologeții moderni îi acordă puțină atenție, dar istoricul din primul secol d.Hr. Iosephus Flavius, urmat ulterior de Părintele Bisericii Ieronim, a armonizat Cartea lui Daniel cu izvoarele istorice susținând că Darius Medul a fost un fiu al lui Astyages.[23][22]
- „Cyaxares al II-lea.” Scriitorul grec Xenofon istorisește despre un rege med numit Cyaxares care era fiul lui Astyages - alți istorici greci afirmă că Astyages nu a avut fii. Conform lui Xenofon, Cirus a devenit regele Mediei prin a se căsători cu fiica lui Cyaxares – asta contrazice toate celelalte izvoare, în special cele babiloniene, care susțin că Cirus a cucerit Media luptând contra lui Astyages. Relatării lui Xenofon nu i se acordă credit de către istorici iar el în orice caz nu afirmă că acest de altfel necunoscut Cyaxares ar fi domnit peste Babilon.[24]
- Cirus. Acest argument se agață de o reinterpretare a versetului Daniel 6:28 pentru a fi redat drept „Daniel a prosperat de-a lungul domniei lui Darius, fiind chiar regatul lui Cirus Persul”, făcându-i să fie aceeași persoană. William Shea, un cercetător conservator, a argumentat că ar fi ciudat să se fi referit la Cirus Persul, fiul lui Cambyses I, drept Darius Medul, fiul lui Ahașveroș și de asemenea ciudat să se refere la același rege drept Cirus în unele pasaje și drept Darius în altele.[25]
- Cambyses al II-lea. Cambyses a fost fiul lui Cirus și succesorul acestuia drept împărat. Izvoarele babiloniene indică faptul că Cirus l-a instalat drept regent în Babilon, dar nu era med, tatăl lui nu era Ahașveroș, iar el probabil nu avea 62 ani.[26]
- Gubaru (sau Ugbaru, numit Gobryas în izvoarele grecești), generalul care a intrat primul în Babilon. Ugbaru era guvernatorul babilonian al Gutium (zonă asociată des Mediei în sursele babiloniene) înainte de a trece de partea perșilor, iar Cirus se pare că i-a conferit responsabilitatea administrativă asupra Babilonului după capturarea orașului, dar nu a deținut niciodată titlul de „rege al Babilonului”.[19]

### Citări
1. 1 2  Coleman 1990, p. 198.
2. 1 2  Hill 2009, p. 114.
3. ↑  Seow 2003, p. 74-75.
4. ↑  Seow 2003, p. 85-86.
5. ↑  Knibb 2006, p. 435.
6. ↑  Waters 2014, p. 38-39,43.
7. ↑  Briant 2002, p. 41-42.
8. ↑  Collins 2002, p. 1.
9. ↑  Collins 1999, p. 219-220.
10. ↑  Seow 2003, p. 3-4.
11. ↑  Collins 1984, p. 29.
12. ↑  Noegel & Wheeler 2002, p. 74.
13. ↑  Collins 2002, p. 2.
14. ↑  Mobley 2012, p. 135-136.
15. ↑  Paul 2002, p. 59.
16. ↑  Van Der Toorn 2001, p. 43.
17. ↑  Collins 2003, p. 75.
18. ↑  Levine 2010, p. 1251 fn.9.1-19.
19. 1 2  Newsom & Breed 2014, p. 192.
20. ↑  Collins 2002, p. 95.
21. ↑  Briant 2002, p. 115.
22. 1 2 3  Newsom & Breed 2014, p. 191-192.
23. ↑  Shea 1982, p. 231.
24. ↑  Shea 1982, p. 231-232.
25. ↑  Shea 1982, p. 232-233.
26. ↑  Shea 1982, p. 233.